# HD 71459
HD 71459，又名CD-41 4119，SAO 219910、HR 3326，是一颗恒星，视星等为5.47，位于銀經260.1，銀緯-2.4，其B1900.0坐标为赤經8h 22m 21.9s，赤緯-41° -2.4′ 33″。